# Ferme de Gally
La ferme de Gally est une ferme située sur les communes de Saint-Cyr-l'École, Bailly et Versailles dans le département des Yvelines. Pour y accéder il faut emprunter la départementale qui rejoint Saint-Cyr-l'École à Bailly.

## Toponymie
Le nom de Gally est attesté sous différentes formes au fil des siècles : Gallye vers le Xe siècle, Gallie vers le XIIe siècle, Gallys au XVe siècle et enfin Gally à partir du XVIIIe siècle.
L’étymologie du mot ferait référence à la qualité des sols à proximité du ruisseau[réf. nécessaire] devenu le ru de Gally et à la zone marécageuse qu’était Versailles avant le défrichement.

## Histoire
La ferme de Gally a d’abord été un prieuré, rattaché à l'abbaye Sainte-Geneviève de Paris. La plus ancienne trace écrite recensée à ce jour sur l’existence du prieuré de Gally vient d’une bulle d'Alexandre III (pape), rédigée en 1163.
En 1663 et 1675, Louis XIV, résidant au château de Versailles, englobe les terres de Trianon et de Musseloue, rachetées auprès de l’abbaye de Sainte-Geneviève. La ferme de Gally entre alors dans le domaine royal tandis que le Roi fait aménager les abords du petit parc.
L’ensemble des terres de la ferme de Gally devient la propriété du Roi en 1684, lorsque l’abbé Evrard de Sainte-Geneviève vend les 319 arpents restants.
Le 25 février 1806, Napoléon Ier rachète le domaine de Gally, après avoir mis en place la Conservation du Domaine Royal.
Dès lors, la ferme de Gally connaît un renouveau dans son exploitation agricole, notamment du fait que les chasses royales n’empêchent plus le travail agricole[réf. souhaitée].
La ferme de Gally est classée au titre des monuments historiques par arrêté du 31 octobre 1906 en tant que dépendance du Grand Trianon.

## Architecture
L’histoire de la ferme de Gally se traduit dans ses bâtiments. De nouveaux bâtiments sont apparus au fil des siècles, selon les besoins de l’époque et les souhaits des différents propriétaires.
D’après les estimations des experts :
- Certains contreforts et colonnes pourraient dater du Xe siècle.
- La maison du Berger date du XIe siècle.
- La façade Ouest de la Ferme correspond au Prieuré et date de la fin du XIe ou du début du XIIe siècle.
- Les lucarnes et certains contreforts datent du XIIIe siècle.
- La bergerie date du XVe siècle.
- L’ancienne étable date du XVIIe siècle.

La ferme de Gally reste à ce jour l’un des plus vieux ensembles construits, toujours en activité de cette partie de l’Ouest de Paris.

## Géographie

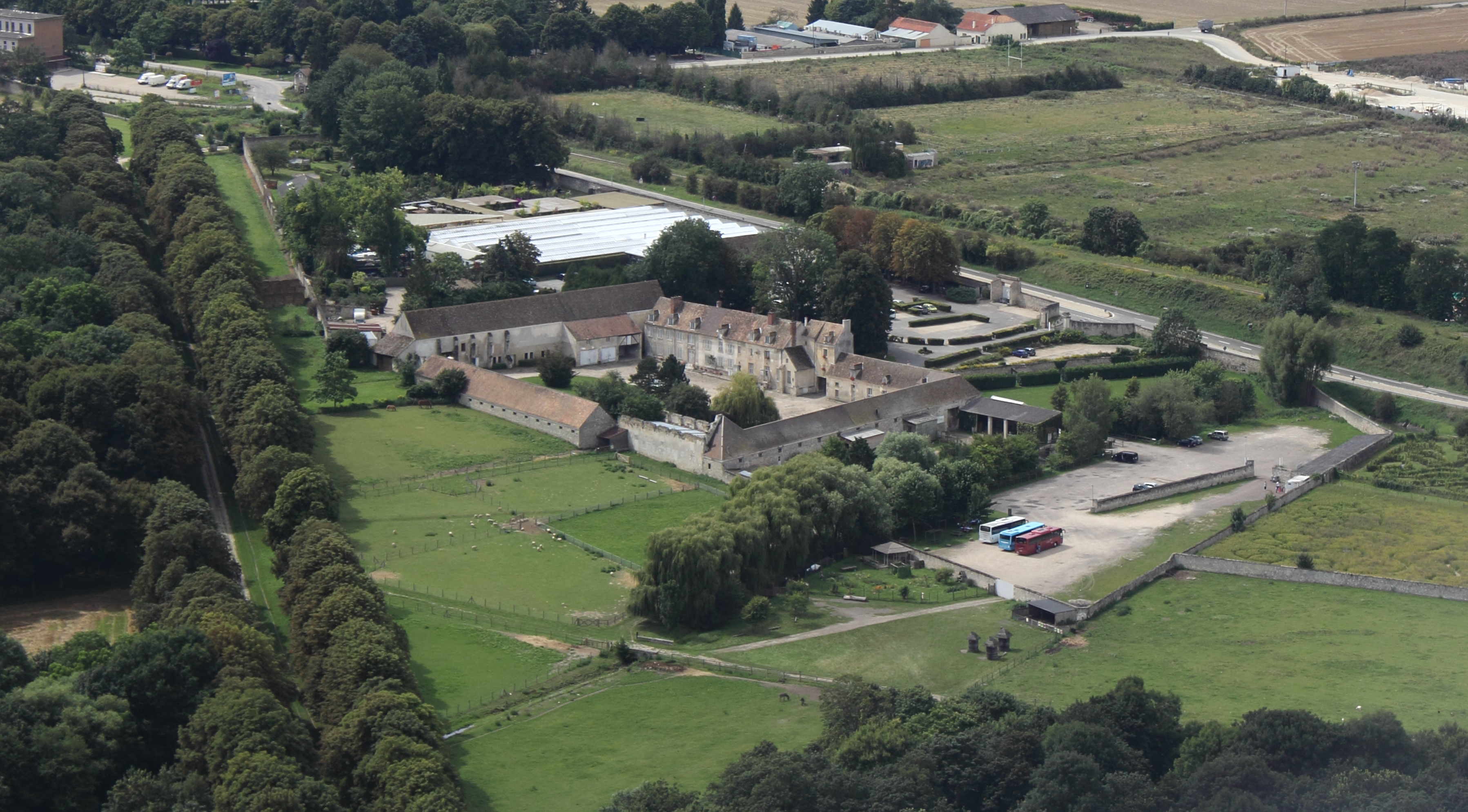
Vue d'ensemble de la ferme de Gally.

La ferme de Gally se situe à l’extrémité Ouest du parc du château de Versailles. Elle est distante de 3,2 kilomètres à vol d’oiseau  du château.
La ferme de Gally est située entre l’Étoile Royale (au Nord), sur l’allée royale de Villepreux, et la Porte de Maintenon à Bailly (au Sud).
La ferme de Gally est traversée par le ru de Gally, ruisseau qui prend sa source dans le Grand Canal de Versailles et qui part s’écouler à l’Ouest de la plaine de Versailles.
La surface des terres cultivables de la ferme de Gally a peu varié entre le XIIe et le XVIIIe siècle (environ 200 hectares). C'est une ferme sans terres aujourd’hui. Les terres cultivées mitoyennes font partie du Domaine de Vauluceau, implanté sur la commune de Bailly.

## Exploitation agricole duXVIIIesiècle

### Liste des exploitants depuis 1778
Liste des agriculteurs ayant exploité la ferme de Gally depuis 1778 :
- ???-1730 : Pierre Legid[7]
- 1765-1787 : Jean-François Hédouin
- 1788-1790 : Marie-Victoire Dailly, veuve Hédouin
- 1791-1795 : Thomas Pluchet, beau-frère de Marie-Victoire Dailly
- 1796-1806 : Nicolas Muret, gendre de Thomas Pluchet
- 1806-1814 : Vincent Pluchet, fils de Thomas Pluchet
- 1815-1846 : Gaspard Muret, fils de Nicolas Muret
- 1847-1853 : Époux Barbet
- 1853-1880 : Louis Poupinet, puis Eugène Poupinet son fils
- 1880-1889 : de Hirsch
- 1890-1894 : Prévost
- 1895-1925 : ?
- 1926-1935 : M. Le Guern
- 1935-1941 : ?
- 1941-1953 : Georges Laureau
- 1953-1957 : Jean-Pierre Laureau, fils aîné de Georges
- 1957-1983 : Gérard Laureau, frère de Jean-Pierre
- 1983- : Dominique et Xavier Laureau, fils de Gérard

Aujourd’hui, la ferme de Gally a donné son nom aux entreprises qui y sont nées :
- Les fermes de Gally, marque mère qui comprend les activités sur les sites de la ferme de Gally et des terres du Domaine de Vauluceau. On y trouve un magasin, une ferme pédagogique des animaux de ferme et une cueillette en libre-service de 60 hectares.
- Les jardins de Gally, société de paysagisme d’entreprise desservant l’ensemble du territoire français.
- Les Vergers de Gally, société de livraison de corbeilles de fruits frais dans les entreprises depuis 2004, présente dans les principales villes françaises (Paris, Lille, Lyon, Marseille, Grenoble, Bordeaux, Toulouse).

### Liste non exhaustive des productions de la Ferme au fil du temps

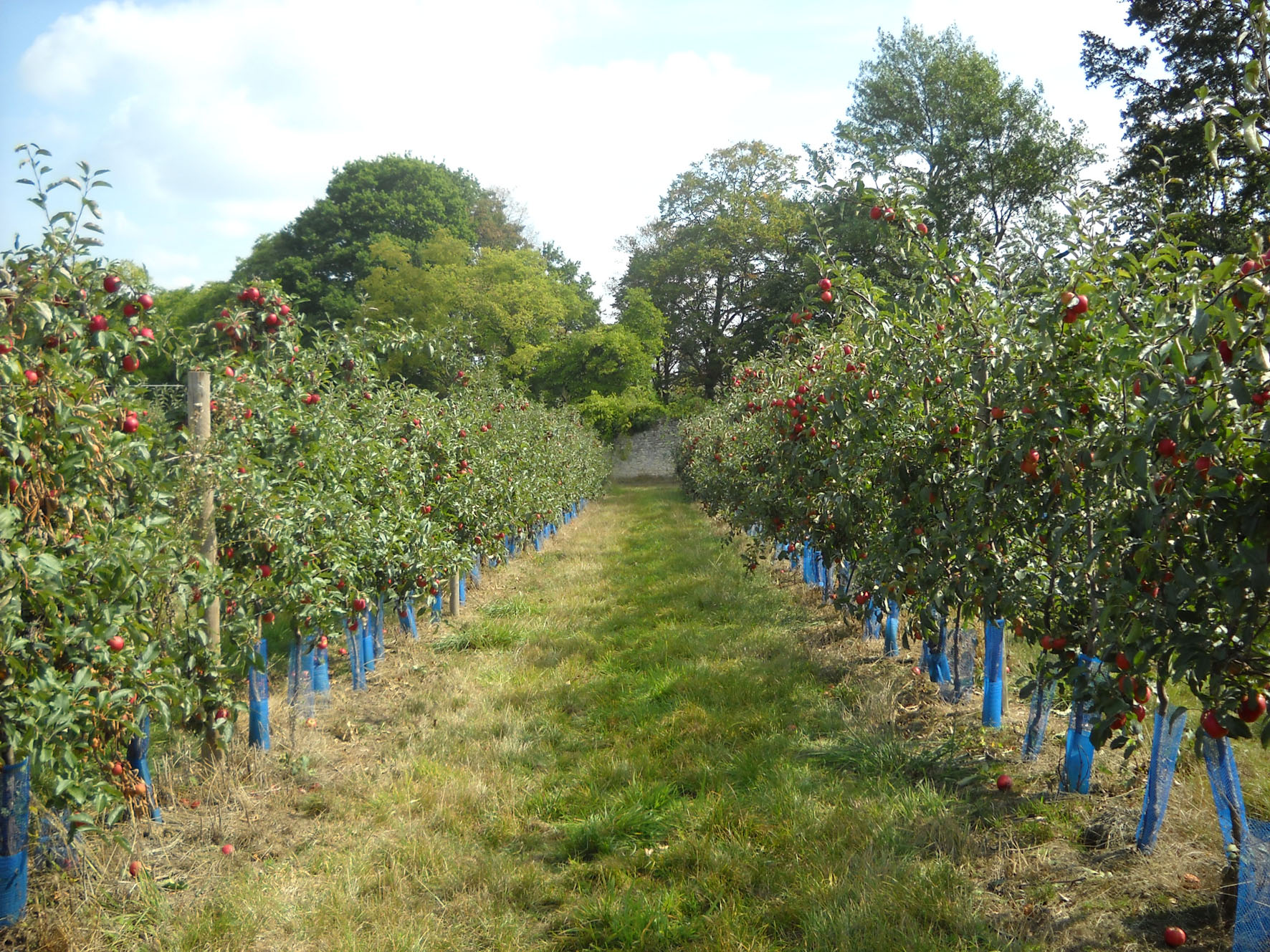
Vue du verger de la cueillette de Gally.

Liste des élevages et productions sur les terres de la ferme de Gally :
- Moutons (jusqu’à 1100 moutons en 1818) dont Dishley-Mérinos[8]
- Brebis (jusqu’à 1200 brebis)
- Cochons (jusqu’à 500 cochons)
- Taureaux d’Aubrac
- Vaches Westhighland et Schwitz[9]
- Poules
- Lin à graines, sarrazin
- Blé, orge, avoine
- Colza
- Cueillette en libre-service
- Boutique